# Teofil al III-lea al Ierusalimului
Teofil al III-lea al Ierusalimului (în greacă Η Α. Μακαριότης ο Πατριάρχης Ιεροσολύμων Θεόφιλος Γ, numele său laic fiind cel de Ηλίας Γιαννόπουλος, Ilias Giannopoulos) este din 22 noiembrie 2005, cel de-al 141-lea Patriarh al Ierusalimului, după ce l-a succedat pe Irineu I.

## Biografie
S-a născut la Gargalianoi, Grecia în 1952. În 1964 devine membru al Frăției Sfântului Mormânt din Ierusalim, după aceasta studiază la Școala Patriarhală din Oraș Sfânt. La 28 iunie 1970 a fost tuns călugăr de către Benedict I, Patriarhul Ierusalimului. În anii 1975 - 1978 a studiat la Facultatea de Teologie a Universității din Atena, unde a fost ridicat la rangul de arhimandrit. Între 1981 și 1986 a studiat la Universitatea din Durham, Anglia. În 1986 și 1988 el a fost responsabil pentru relațiile externe ale Patriarhiei Ierusalimului. Arhimandritul Teofil a reprezentat Patriarhul la o serie de organizații internaționale. Ulterior, a fost custode senior al Sfântului Mormânt.
A fost consacrat ca episcop la doar șase luni înainte de a fi ales Patriarh în 2005. A fost numit pe arhiepiscop de Tabor. În luna mai a aceluiași an, predecesorul său, Patriarhul Irineu I, care a fost acuzat de implicarea într-o serie de tranzacții imobiliare controversate, care totuși nu au putut fi dovedite, a fost suspendat de primul Sinod și apoi de Catedra Pan-Ortodoxă din Fanar. Pe 22 august 2005 a fost ales în unanimitate de către Sfântul Sinod și înscăunat la 22 noiembrie a acelui an. În data de 16 decembrie 2007 a fost recunoscut în funcție de autoritățile israeliene, după ce în 12 iunie 2007 fusese recunoscut de autoritățile din Iordania.
În perioada 15-23 septembrie 2014 a fost gazda celei de-a 13-a sesiuni plenare a Comisiei Mixte de Dialog Teologic Catolic-Ortodox, care s-a desfășurat la Amman, Iordania. In anul 2014, a vizitat România, fiind invitat de Preafericitul părinte Daniel al României.